# Stenurella
Stenurella es un género de coleópteros crisomeloideos de la familia Cerambycidae. Se distribuyen por el Paleártico y la región indomalaya.

## Especies
Se reconocen las siguientes:
- Stenurella approximans (Rosenhauer, 1856)
- Stenurella bifasciata (O.F. Müller, 1776)
- Stenurella hybridula (Reitter, 1902)
- Stenurella intermedia Holzschuh, 2006
- Stenurella jaegeri (Hummel, 1825)
- Stenurella lindbergi (Villiers, 1943)
- Stenurella melanura (Linnaeus, 1758)
- Stenurella nigra (Linnaeus, 1758)
- Stenurella novercalis (Reitter, 1901)
- Stenurella pamphyliae Rapuzzi & Sama, 2009
- Stenurella samai Rapuzzi, 1995
- Stenurella septempunctata (Fabricius, 1793)
- Stenurella vaucheri (Bedel, 1900)